# 타라칸섬

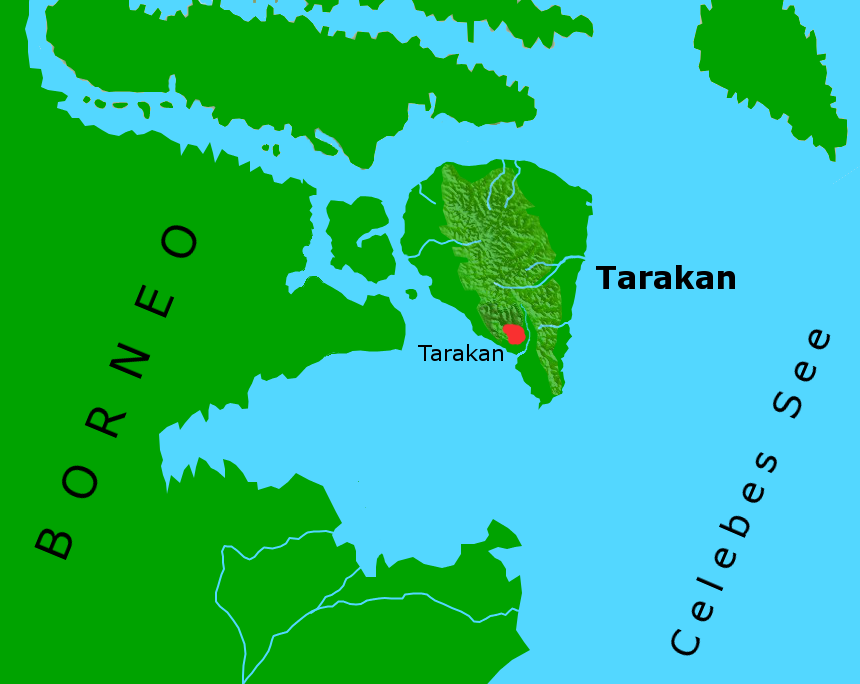
타라칸섬

타라칸섬은 인도네시아의 섬으로, 행정 구역상으로는 칼리만탄우타라주에 속한다. 보르네오섬 북동부 연안과 셀레베스해 동부에 위치하며 면적은 303km2이다. 섬 안에 위치한 주요 도시로는 타라칸이 있다.
제2차 세계 대전 중이던 1942년부터 1945년까지 일본군과 연합군 사이에 교전이 벌어졌다.